# たけの海上花火大会
たけの海上花火大会（たけのかいじょうはなびたいかい）は兵庫県豊岡市竹野町の猫崎半島の東に位置する竹野浜で例年7月下旬に開催される花火大会。

## 概要
竹野浜で開催される海上花火大会である。1970年（昭和45年）から続く兵庫県下でも有数の花火大会とされる。
2つの台船から水面に向かって打ち上げられるスターマインをはじめ、メッセージ花火、コウノトリにちなんだ花火など、
竹野海岸に映える美しい海上花火を鑑賞することが出来る。毎年約5万人の人出で賑わう。
竹野浜は山陰海岸国立公園の区域内にあって、日本の渚100選、日本の水浴場55選、日本の水浴場88選、快水浴場百選などに選ばれた関西を代表する海水浴場である。

## 主催
- 竹野花火実行委員会（たけの観光協会）

## 主な行事
- たけの海上花火大会
- 夜店

## 所在地・交通アクセス
- 兵庫県豊岡市竹野町竹野17-22
- 西日本旅客鉄道山陰本線竹野駅より徒歩20分